# Филёв, Григорий Игнатьевич
Григорий Игнатьевич Филёв (1908 год, Екатеринославская губерния, Российская империя — 1971 год) — колхозник, бригадир тракторной бригады Лозовской МТС, Герой Социалистического Труда (1948).

## Биография
Родился в 1908 году в Екатеринославской губернии. В 1914 году вместе со семьёй переехал в село Придорожное Семипалатинской области (сегодня — Павлодарская область, Казахстан). C раннего детства занимался батрачеством. Служил в Красной Армии. По окончании армейской службы в 1936 году возвратился в Придорожное, где вступил в колхоз имени XVII партсъезда. В 1937 году окончил курсы трактористов. В 1941 году был назначен бригадиром тракторной бригады.
В 1947 году тракторная бригада под руководством Григория Филёва вспахала 2804 гектаров земли вместо запланированных 1742 гектаров, выполнив план на 161 %. В этом же году бригада собрала с участка площадью 152 гектаров по 22,1 центнеров зерновых. За этот был удостоен в 1948 году звания Героя Социалистического Труда.

## Награды
- Герой Социалистического Труда — указом Президиума Верховного Совета СССР от 28 марта 1948 года;
- Орден Ленина (1948).